# Crematogaster dentinodis
Crematogaster dentinodis es una especie de hormiga acróbata del género Crematogaster, familia Formicidae. Fue descrita científicamente por Forel en 1901.
Habita en el continente americano, en los Estados Unidos y México. Se ha encontrado a elevaciones que van desde los 457 hasta los 2438 metros de altura.
Las colonias de Crematogaster dentinodis habitan en mezquites, bosques de pinos, en matorrales tropicales, bosques de acacias, en el desierto de Chihuahua, en pendientes rocosas, matorrales espinosos y bosques de Juníperos (también conocidos como enebros). Además se encuentra en varios microhábitats como piedras, debajo de rocas, vegetación baja, en ramas y troncos muertos.